# Descriptiones terrarum
Descriptiones terrarum (łac. Opisy krajów) – anonimowe dzieło pochodzące z XIII wieku odkryte przez amerykańskiego historyka Marvina L. Colkera w bibliotece Trinity College w Dublinie, w Irlandii (rkps nr 347) i opublikowane w 1979 na łamach czasopisma Speculum. Polski przekład Opisu krajów ogłosił Jerzy Strzelczyk. 
Według Colkera traktat został napisany między 1255 a 1260 rokiem i z racji znajomości relacji środkowo- i wschodnioeuropejskich miałby go napisać Niemiec, Czech lub Polak. Autor dzieła przedstawia m.in. odmienne od krzyżackiego a w pewnych opiniach zbieżne z interesem tronu czeskiego – spojrzenie na chrystianizację ludów bałtyckich. Powstał on jako pierwsza część traktatu poświęconego Tatarom, druga część nie jest do tej pory znana. Opis świata w dziele jest syntetyczny, oparty głównie na innych źródłach. Szczegółowo opisana jest tylko kontynent europejski. Jest on jednak przedstawiony w sposób nierównomierny. Autor wymienia jedynie kraje leżące na peryferiach kontynentu. Nie wymienia terytoriów dość dobrze poznanych np. Francji, Italii i Niemiec. Podane informacje o ludach bałtyckich wskazują na bliską znajomość ziem nadbałtyckich. Jednocześnie dla Colkera najistotniejsza była wzmianka o wikińskiej eksploracji Islandii, Grenlandii i Ameryki Północnej. Autor zna te tereny zapewne z sag skandynawskich.

## Hipotezy dot. autora
Historycy postawili szereg hipotez odnośnie autorstwa dzieła. Wśród potencjalnych autorów wymieniano:
- Benedykta Polaka, franciszkanina[4][5],
- Henryka, dominikanina i biskupa Jaćwieży[1][3],
- Heidenryka, dominikanina saskiego i pierwszego biskupa chełmińskiego[3],
- Wita, dominikanina i pierwszego biskupa Litwy[3],
- Bartłomieja z Pragi, czeskiego franciszkanina i biskupa łukowskiego[3],
- C. de Bridia, polskiego franciszkanina[5][3].

## Treść

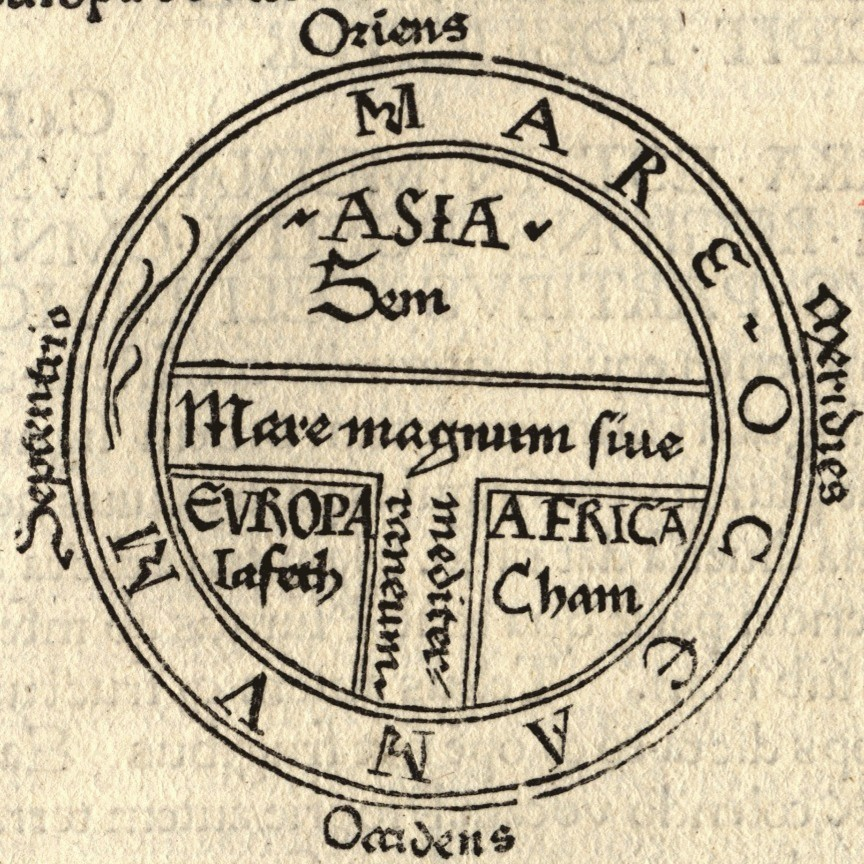
Podział Starego Świata opisany także w Descriptiones…

W pierwszym rozdziale anonimowy autor zapoznaje czytelnika z obiegowym schematem w średniowieczu dotyczącego podziału świata. Przedstawia się on następująco: po potopie światem podzielili się trzej synowie Noego. Azję zamieszkują potomkowie Sema (semici), Afrykę potomkowie Chama (chamici) a Europę potomkowie Jafeta. Azja według autora rozciąga się od rzeki Eufrat do Oceanu Wschodniego. Afryka natomiast zaczyna się od Eufratu w Syrii, obejmuje Liban i kończy się – jak pisze autor – „na Zachodzie pod przesileniem zimowym”. Europę autor nazywa krajem północnym. Jest to typowy dla średniowiecza schemat podziału świata. Taki lakonicznym i syntetyczny opis znajduje się w Etymologiach św. Izydora z Sewilli z VII wieku. Obraz świata według anonima różni się trochę od powszechnie przyjętego. Za granicę Europy i Azji uznawano Don.
Następnie w drugim rozdziale autor opisuje położenie Europy. Europa rozciąga się od gór Taurydy i Amanu oraz Syrii i Cylicji. Następnie wschodnia granicą Europy jest kraj Mongal. Granice na zachodzie stanowią ocean zwany Pascalis i ocean południowo-zachodni. Nie należy dziwić się, że Cylicję i część Syrii zaliczona jest do Europy. Jest to połowa XIII wieku: okres krucjat i resztek dominacji cywilizacji łacińskiej w tym rejonie. Kraj Mongal można zinterpretować jako imperium mongolskie w szerokim znaczeniu lub jego część wschodnią, Złotą Ordę. Obydwa wspomniane oceany to w rzeczywistości Ocean Atlantycki. W trzecim rozdziale autor pisze o podziale Europy. Europa dzieli się według niego na Kościół Zachodni, który zaczyna się od Italii i Kościół Wschodni. Jest to skutek schizmy wschodniej. Dla autora Kościół Wschodni to kościoły uznające za głowę nie papieża tylko patriarchę Konstantynopola. W czwartym rozdziale autor pisze, że na północ od morza weneckiego czyli Adriatyku jest kraj Węgrów. W tym kraju mieszkają oprócz Węgrów, Słowianie zwani Hunami. Autor pisze o tym, że miejsca te były kiedyś siedzibami Hunów. Autor wspomina jeszcze, że kiedyś ten kraj był częścią cesarstwa rzymskiego. W piątym rozdziale autor pisze, że z Węgrami graniczy od północy z Polską a z nią Prusy. Prusy sięgają aż po Morze Słodkie – tj. Zalew Wiślany. Pisząc o Prusach wspominany jest biskup Chrystian. W szóstym rozdziale autor znowu wspomniana jest Polska i oddzielnie Pomorze. W siódmym rozdziale autor wymienia graniczące z Rusią kraj Jaćwież. Pisze, że brał udział w jego chrystianizacji. Autor wyodrębnia z Prus krainę i półwysep Sambię. W rozdziale ósmym nie ma żadnych wiadomości geograficznych jedynie chronologiczne. Wspomniany jest Przemysł Ottokar II, piąty król Czech prowadzący krucjatę w Sambii. W rozdziale dziewiątym autor pisze o wierzeniach Prusów. Swój opis kontynuuje w następnym dziesiątym rozdziale, gdzie pisze o łączącej się z Sambią – Kurlandii. Pisze, że jest ona otoczona morzem z południa i zachodu. Na wschód od Kurlandii autor wymienia Żmudź. W jedenastym rozdziale autor podaje położenie Litwy, leżącej między Żmudzią a Rusią. Autor wspomina o królu Mendogu pisząc, że przyjął chrzest i koronę królewską ze Stolicy Apostolskiej. W dwunastym rozdziale autor pisze o chrystianizacji Litwinów, Jaćwingów i bliżej niezidentyfikowanych Nalszczan (łac. Nalscani – być może szczep z okolic Grodna). W kolejnym trzynastym rozdziale autor wspomina leżącą na północ od Kurlandii – Liwonię. Wzmiankuje jej arcybiskupa Rygi. Pisze, że ów arcybiskup ma pod sobą siedem sufraganii: cztery w Prusach i trzy w Liwonii. Chodzi tu o biskupstwa podlegające metropolii ryskiej. Autor wspomina rzekę Dźwinę, którą według niego przypływają kupcy ruscy. W rozdziale czternastym jest opisane położenie Estonii. Z Estonią graniczy Bironia. Bironia z kolei graniczy ze Szwecją. Z kolei Szwecja na północy graniczy z Norwegią (rozdział piętnasty). W rozdziale szesnastym i siedemnastym autor podziwia te północne królestwa. Porównuje tereny arktyczne z Alpami. W osiemnastym rozdziale autor pisze o dwóch wyspach leżących w kierunku północno-zachodnim. Wyspy te identyfikuje się jako Islandię i Grenlandię. Nieoczekiwane dla ówczesnej, średniowiecznej wiedzy geograficznej treści podane są w rozdziale dziewiętnastym, w którym autor wspomina o wyspie „odkrytej w naszych czasach”. Chodzi tu zapewne o Labrador, półwysep Ameryki Północnej odkryty ok. roku 1000 przez grenlandzkich wikingów Leifa Erikssona. W dwudziestym rozdziale autor wymienia jako wyspy Anglię, Szkocję (!) i Irlandię. Następnie wspomniane są Hiszpania zwana krajem świętego Jakuba i Prowansja. Autor pisze, że w ten sposób opisał cały Kościół Zachodni. Autor ubolewa, że nie można do niego zaliczyć wysp na Morzu Śródziemnym. W dwudziestym pierwszym rozdziale autor rozpoczyna opis krajów Kościoła Wschodniego. Kościół ten obejmuje w jego opisie Grecję, Serbię, na wschodzie sięga do Cylicji i Syrii. W rozdziale dwudziestym drugim autor opisuje położenie Bułgarię, która graniczy z Rusią, Serbią i z Węgrami. W rozdziale dwudziestym trzecim autor pisze o Rusi (jej nazwa jest błędnie zapisana z użyciem łacińskiego terminu dla Prus). Ruś według autora graniczy z Węgrami, Polską, Jaćwieżą, Litwą, Łatgalią, Liwonią, Estonią i pogańskim krajem Karelów. Karelowie są opisani w kolejnym rozdziale. W dwudziestym piątym i szóstym rozdziale wspomniana jest Ruś Biała i na niej kończy się opis Kościoła Wschodniego. W rozdziale dwudziestym siódmym autor pisze o tym, że Ziemia składa się z trzech części. Według niego środek Ziemi jest w Ziemi Świętej. Ostatnie rozdziały od dwudziestego ósmego do trzydziestego nie mają większego znaczenia geograficznego. Autor pisze ponownie o północnej części Ziemi zwanej Europą, którą zamieszkują potomkowie Jafeta.